# Rosa Maria Kucharski i Gonzàlez
Rosa Maria Kucharski i Gonzàlez (Barcelona, 30 d'octubre de 1929 – Madrid, 5 de gener del 2006) va ser pianista, professora de música i musicòloga.

## Biografia
De família catalana encara que amb antecessors polonesos, va començar a estudiar piano als sis anys i va debutar a Barcelona als onze. Després de passar per la barcelonina Acadèmia Marshall va ampliar la seva formació a Madrid amb Tomás Andrade de Silva i Teresa Alonso Parada, a París amb Lazare Lévy i a Saarbrücken amb Walter Gieseking (1949-1950); també va fer cursos amb Pau Casals i George Enescu. Al llarg de la seva vida actuà a moltes ciutats, com a concertista i solista de les millors orquestres. En l'any 1951 va rebre el premi Pedro Masaveu i va ser la primera pianista convidada a participar en els festivals Chopin de Mallorca. En l'any 1958 va ser seleccionada entre els quinze millors pianistes joves del món per a participar en el curs Beethoven que impartia Wilhelm Kempff a Itàlia.
Va ser catedràtica de piano en el conservatori de Córdova. Més endavant es va establir a Madrid, on ocupà la càtedra de piano de l'Escuela Superior de Canto, feina que compaginà amb la d'impartir cursos de tècnica i interpretació pianistíca en diversos països estrangers. En els anys 60 tingué diverses responsabilitats en el Cercle Català de Madrid. Estudiosa de l'ensenyament musical, treballà  al Servei d'Orientació didàctica del Ministeri d'Educació i Ciència, publicà Música para las aulas el 1980 i fundà i presidí la Sociedad para la Educación Musical del Estado Español, filial espanyola de l'(International Society for Music Education el 1978 i, el 1986 creà IMI (Intercambio Musical Internacional). Entre els seus molts alumnes hi hagué el músic i compositor Josep Maria Mestres i Quadreny, les pianistes Duo Vela i la infanta Cristina de Borbó. Publicà llibres i articles de tema musicològic i sobre l'ensenyament de la música i el piano. En l'any 1982 creà el concurs de piano "Infanta Cristina" per a descobrir nous talents musicals.
El seu germà Eduard Kucharski va ser un jugador i entrenador de bàsquet d'anomenada.

## Obres
- Aires de Valldoreix (1949), sardana
- Pins de Calella (1951), sardana

## Discografia
- Adiós al piano Barcelona: Gramófono Odeón, 1955? (33 rpm) Regal C-10323 (CK-4229, CK-4235)
- Momento musical Barcelona: Gramófono Odeón, 1955? (33 rpm) Regal C-10326 (CK-4230, CK-4249)
- Rosa Maria Kucharski: Piano Barcelona: Odeón, 1958 (45 rpm) Regal SEBL 7053
- Rosa Maria Kucharski: Piano Barcelona: Odeón, 1958 (45 rpm) Regal SEBL 7054
- Rosa María Hurchaski: Piano Barcelona: Odeón, 1958 (45 rpm) Regal SEBL 7061
- Rosa María Hurchaski: Piano Barcelona: Odeón, 1958 (45 rpm) Regal SEBL 7063
- Rosa María Hurchaski: Piano Barcelona: Odeón, 1958 (45 rpm) Regal SEBL 7064
- Mompou, Montsalvatge, Abril: Preludes and Sonatinas of Contemporary Spanish Composers Peacehaven: Claudio Records, 1993 (CD) CC4320  Arxivat 2009-05-10 a Wayback Machine.

### Obres de Rosa M. Kucharski
- Música para las aulas Madrid: Relieves Arsango, 1974 (7a. edició Madrid: autora, 1989 ISBN 84-404-5174-1)
- La música, vehículo de expresión cultural Madrid: Ministerio de Cultura, 1981. ISBN 84-7483-190-3 (2a edició)
- Ser músico en España, article a Monsalvat 1980, (72), p. 294-295
- Iniciación al piano Madrid: Fotocopias Isaac, 1981
- Método de piano Madrid: Artegraf, 1983 (en 3 toms)
- Importancia de la investigación musicológica para la renovación de los programas de concierto, article a Revista Portuguesa Musicologia 1 (1991), p. 81-82
- Dificultats de l'ensenyament als superdotats en música, comunicació al I Congrés de Música de Catalunya (1994) Barcelona: DINSIC, 1995

### Articles sobre Rosa M. Kucharski
- Víctor Pliego de Andrés Entrevista con Rosa Maria Kucharski, article a Música y Educación Vol. 9, 4 núm. 36 (desembre 1998), p. 7-14
- En recuerdo de Rosa María Kucharski, article a Música y Educación Vol. 19, 1 núm. 65 (març 2006), p. 114-115